# Düppenweiler
Düppenweiler is een plaats in de Duitse gemeente Beckingen, deelstaat Saarland.